# ويليام ر. ديكنسون
ويليام ر. ديكنسون (بالإنجليزية: William R. Dickinson)‏ هو جيولوجي أمريكي، ولد في 26 أكتوبر 1931 في تينيسي في الولايات المتحدة، وتوفي في 21 يوليو 2015 في نوكو ألوفا في تونغا.